# Buddleja
Buddleja (Buddleja) er en planteslægt, der har flere end 100 arter i varmt tempererede og subtropiske egne af Asien, Afrika, Nord- og Sydamerika. Det er halvbuske, buske, træer eller lianer med stængler, der er runde, firkantede eller vingede i tværsnit. Bladene er oftest modsat stillede med kort bladstilk og hel, savtakket eller tandet rand. Blomsterne er samlet i ende- eller sidestillede stande med løvbladagtige støtteblade og bægerbladsagtige forblade. De enkelte blomster er 4-tallige med sammmenvokset bæger og klokke-, bæger- eller tragtformet krone. Kronbladene er hvide, gule, orange, lyserøde, violette eller næsten blå. Frugterne er tospaltede kapsler med mange frø.
| Beskrevne arter |

- Småbladet buddleja (Buddleja alternifornia)
- Sommerfuglebusk (Buddleja davidii)
- Kuglebuddleja (Buddleja globosa)

| Andre arter |

| - Buddleja albiflora - Buddleja americana - Buddleja araucana - Buddleja asiatica - Buddleja bullata - Buddleja candida - Buddleja colvile - Buddleja cordata - Buddleja coriacea - Buddleja crispa - Buddleja curviflora - Buddleja delavayi | - Buddleja fallowiana - Buddleja forrestii - Buddleja grandiflora - Buddleja incana - Buddleja japonica - Buddleja lindleyana - Buddleja loricata - Buddleja macrostachya - Buddleja madagascariensis - Buddleja marrubiifolia - Buddleja nivea - Buddleja officinalis | - Buddleja paniculata - Buddleja perfoliata - Buddleja saligna - Buddleja salviifolia - Buddleja sessiliflora - Buddleja skutchii - Buddleja stachyoides - Buddleja tubiflora - Buddleja tucumanensis - Buddleja utahensis |